# Alžírští mučedníci
Alžírští mučedníci jsou skupina devatenácti katolických mučedníků, zavražděných mezi lety 1994–1996 během alžírské občanské války. Všichni mučedníci byli řeholníky nebo řeholnicemi a byl mezi nimi i jeden biskup. Původem byli z Francie (15), Francouzského protektorátu Tunisko (1), Španělska (2) a Belgie (1). Roku 2018 byli blahořečeni.

## Seznam mučedníků
- zabiti dne 8. května 1994 v Alžíru:
  - bl. Henri Vergès (* 15. července 1930, Matemale, Francie), člen Mariánských školských bratří, učitel a ředitel školy v Alžíru, zabit spolu s bl. Paulou-Hélène ve své kanceláři
  - bl. Paul-Hélène Saint Raymond (* 24. ledna 1927, Paříž, Francie), členka Malých sester od Nanebevzetí Panny Marie, inženýrka a misionářka, zabita spolu s bl. Henrim Vergèsem ve své kanceláři
- zabité dne 23. října 1994 v Alžíru:
  - bl. María Caridad Álvarez Martín (* 9. května 1933, Burgos, Španělsko), členka Sester augustiniánek rekoletek misionářek, zabita s bl. Esther Alonso
  - bl. Esther Paniagua Alonso (* 7. června 1949, Izagre, Španělsko), členka Sester augustiniánek rekoletek misionářek, zabita spolu s bl. Maríí Martín
- zabiti dne 27. prosince 1994 v Tizi-Ouzou:
  - bl. Alain Dieulangard (* 21. května 1919, Saint-Brieuc, Francie), člen Misionářů Afriky, kněz, učitel, zabit spolu s dalšími třemi členy svého řeholního institutu
  - bl. Charles Decker (* 26. prosince 1924, Antverpy, Belgie), člen Misionářů Afriky, kněz, zabit spolu s dalšími třemi členy svého řeholního institutu
  - bl. Jean Chevillard (* 27. srpna 1925, Angers, Francie), člen Misionářů Afriky, kněz, zabit spolu s dalšími třemi členy svého řeholního institutu
  - bl. Christian Chessel (* 27. října 1958, Digne, Francie), člen Misionářů Afriky, kněz, zabit spolu s dalšími třemi členy svého řeholního institutu
- zabité dne 3. září 1995 v Alžíru:
  - bl. Denise Leclerc (* 8. ledna 1930, Gazeran, Francie), členka Misijních sester Panny Marie Apoštolské, zabita spolu s bl. Jeannou Littlejohn
  - bl. Jeanne Littlejohn (* 22. listopadu 1933, Tunis, Francouzský protektorát Tunisko), členka Misijních sester Panny Marie Apoštolské, zabita spolu s bl. Denisou Leclerc
- zabita dne 10. listopadu 1995 v Alžíru:
  - bl. Odette Prévost (* 17. července 1932, Oger, Francie), členka Malých sester od Nejsvětějšího Srdce
- zabiti dne 21. května 1996 poblíž Médéa:
  - bl. Christian de Chergé (* 18. ledna 1937, Colmar, Francie), člen řádu trapistů, kněz, převor kláštera v Tibhirine, zabitý během zavraždění sedmi trapistických mnichů
  - bl. Paul Dochier (* 31. ledna 1914, Bourg-de-Péage, Francie), člen řádu trapistů, zabitý během zavraždění sedmi trapistických mnichů
  - bl. Christophe Lebreton (* 11. října 1950, Blois, Francie), člen řádu trapistů, kněz, zabitý během zavraždění sedmi trapistických mnichů
  - bl. Michel Fleury (* 21. května 1944, Sainte-Anne-sur-Brivet, Francie), člen řádu trapistů, zabitý během zavraždění sedmi trapistických mnichů
  - bl. Christian Lemarchand (* 1. března 1930, Saint-Maixent-l'Ecole, Francie), člen řádu trapistů, kněz, zabitý během zavraždění sedmi trapistických mnichů
  - bl. Célestin Ringeard (* 27. července 1933, Touvois, Francie), člen řádu trapistů, zabitý během zavraždění sedmi trapistických mnichů
  - bl. Paul Favre-Miville (*17. dubna 1939 ve Vinzier, Francie), člen řádu trapistů, zabitý během zavraždění sedmi trapistických mnichů[4]
- zabit dne 1. srpna 1996 v Oranu:
  - bl. Pierre Claverie (* 8. května 1938, Alžír, Francouzské Alžírsko), biskup diecéze Oran, člen dominikánského řádu, zabitý výbušninou spolu se svým muslimským přítelem Mohamedem Bouchikhim před svoji biskupskou rezidencí[5][1]

## Úcta
Beatifikační proces mučedníků z alžírské občanské války započal dne 31. března 2007, čímž obdrželi titul služebníci Boží. Dne 26. ledna 2018 podepsal papež František dekret o jejich mučednictví.
Blahořečeni byli u kostela Notre-Dame de Santa Cruz v Oranu dne 8. prosince 2018. Obřadu předsedal jménem papeže Františka kardinál Giovanni Angelo Becciu.
Jejich památka je připomínána 8. května. Bývají zobrazováni ve svých řeholních oděvech.